# Ap/Bp 별
Ap/Bp 별은 A형과 B형이자 지구에서는 희귀한 금속이 풍부한 특이별을 일컫는다. 이 별은 최대 자전속도가 초속 100km이지만, 일반 A,B형 별보다 느리다.

## 자기장
Ap/Bp 별은 HD 215441(33.5kG) 보다 강한 자기장이 있다.
일반적인 Ap/Bp 별의 자기장은 수 kG에서 수 십 kG이다. 간단한 쌍극자로 모델화된 장(場)은 대부분의 경우 좋은 근삿값을 가지며 마치 장(場)이 회전축과 나란하지 않은 것처럼 왜 자기장에서 주기적인 변화로 보이는지, 장(場)의 세기가 별이 자전함에 따라 변화할 것인지를 설명한다. 이 이론을 바탕으로 자기장의 변화가 거꾸로 자전속도와 관련이 있다고 생각됐다.
쌍극자장 모델에서 자축은 평편 회전체 모델로 알려진 회전축과 상쇄된다.
Ap 별의 고 자기장의 근원은 두 개의 이론에서 설명하기 위해 언급됐지만 문제가 많다. 첫 번째 “화석발굴장 가설”에선 장(場) 성간물질 내의 초기 장(場)의 나머지라고 설명한다. 이 가설에 의하면 성간물질 내에 강한 자기장을 만들기에 충분한 자기장이 너무 많아서 양극성 확산은 일반적인 별의 장(場)의 감소를 초래한다. 이 이론은 장(場)이 긴 시간동안 안정적으로 유지되기 위해 필요하며 비스듬히 자전하는 장(場)이 긴 시간동안 남는지는 확실하지 않다.
다른 문제는 적은 비율의 A형 별이 강한 자기장 세기를 띠는지 설명하는 것에 있다. 또 다른 발생 이론은 Ap 별의 회전하는 핵의 발전기 작용인데 장(場)은 자연스레 생성되지 않는다. 아직까진 이 모델과 같이 회전축과 장(場)이 나란하거나, 90°로 설명된다. 또한 이 설명으로 별의 느린 자전으로 인해 강한 쌍극자장의 생성이 가능한지 확실하지 않다. 표면에서의 높은 회전 변화율을 갖긴 빠르게 회전하는 핵으로 설명할 수 있지만, 선대칭의 형태로 장(場)이 생성되지는 않는다.

## 풍부점
공간에서 화학적으로 과잉된 장소는 기하학적인 자기장과 연결된 것으로 보인다. 몇몇 이런 별은 시선 속도 변화가 수 분 주기의 맥동 때문에 발생되는데, 이런 별을 연구 할 때 고해상도의 분광기와 별의 표면 지도를 추정하기 위한 도플러 이미지를 교대로 사용한다.

## 빠르게 진동하는 Ap 별
이 클래스의 별들 중 “부분 집합”들을 roAp 별이라고 부르는데, 이 별은 밀리 단위의 광도 변화와 스펙트럼 선의 시선속도의 변화를 보인다. HD101065 (프리지빌스키 별)는 매우 특이한 Ap 별로 처음 발견된 별이다.
이 별은 방패자리 δ의 아래쪽에 있다. 현재 알려진 roAp 별은 35개이며, 맥동 주기는 5 ~ 21분 사이이다.

## 같이 보기
- 항성분류